# Boenmachine

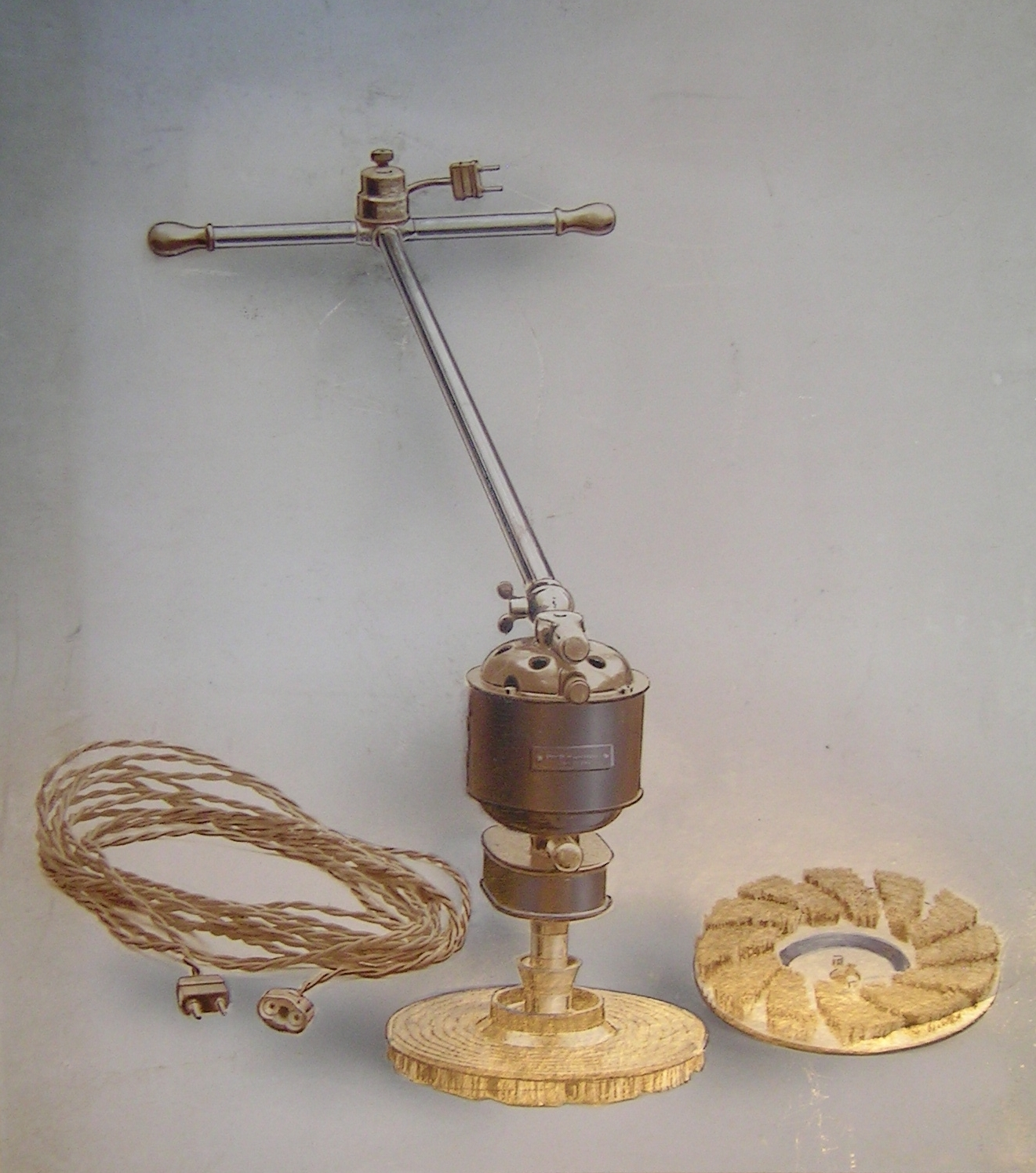
Eerste elektrische boenmachine.

Een boenmachine is een elektrisch apparaat dat gebruikt wordt voor het schoonmaken van vloeren zonder vloerbedekking, zoals hardhout, marmer, tegels of linoleum.
Een boenmachine ziet er een beetje uit als een ouderwetse verticale stofzuiger, waarbij aan de onderzijde een grote borstel of schuurspons zit die kan roteren met een snelheid tot wel 1000 omwentelingen per minuut. Tijdens het schoonmaken van de vloeren wordt het vuil en stof verwijderd en wordt de vloer tegelijkertijd gepolijst. Grotere boenmachines worden gebruikt in scholen, ziekenhuizen, kantoren en openbare gebouwen.